# Штайн-Боккенхайм
Штайн-Боккенхайм (нем. Stein-Bockenheim) — община в Германии, в земле Рейнланд-Пфальц. 
Входит в состав района Альцай-Вормс. Подчиняется управлению Вёльштайн.  Население составляет 689 человек (на 31 декабря 2010 года). Занимает площадь 5,55 км².

## География
Штайн-Боккенхайм расположен в крупнейшем виноградарском округе Германии и в центре Рейнгессенской Швейцарии, в винодельческом районе Рейнгессен. 160 га территории составляют виноградники, а 390 га - луга и поля. 

## История
Первое документальное упоминание о местности датируется 784 годом.

## Политика муниципального совета
Муниципальный совет Штайн-Боккенхайма состоит из двенадцати членов, избранных на индивидуальных выборах 26 мая 2019 года, и мэра в качестве председателя.